# 山崎和佳奈
山崎 和佳奈（やまざき わかな、1965年〈昭和40年〉3月21日 - ）は、日本の声優、ナレーター、舞台女優。神奈川県横浜市出身、京都府育ち。青二プロダクション所属。
代表作に『名探偵コナン』（毛利蘭）、『ひみつのアッコちゃん（第3作）』（加賀美あつこ〈アッコ〉）、『サンデー・ジャポン』（ナレーション）などがある。

## 経歴

### 声優になるまで
小学生のころにテレビで劇場中継された宝塚歌劇の『ベルサイユのばら』に感銘を受けて演劇を志し、中・高と演劇部に所属。
同志社女子中学校・高等学校で理科を教えてもらった教師の影響で化学に興味を持ち、同志社大学工学部工業化学工学科に進学。進学後も演劇部を続けようと思っていたが、縁あって劇団そとばこまちに所属。初舞台は生瀬勝久の相手役だった。
大学4年生のときに芝居で食べていくことは無理だと思ったところ、そとばこまちのラジオに出演するために毎週通っていたラジオ大阪の受付に置いていた青二塾のチラシを目にし、声優という職業の存在に気付く。子供のころに『宇宙戦艦ヤマト』といったアニメが好きだったことや「舞台では食べられないけど、声の仕事だったら、なんとか生活できるかもしれない」と思い、声優を目指すきっかけとなる。自身の声を聞いて声優になることを勧めてくれる人物もいたが、演劇を続けながら声優の仕事で食べていけるようになるのが理想であった。
1987年、同志社大学工学部工業化学工学科卒業。

### キャリア
大学卒業後はソフトウエア開発会社に就職すると同時に青二塾大阪校（5期生）に入所し、声優としての勉強を続ける。声優として物になるならその道へ進み、もし駄目なら会社員を続けながらまた別の芝居の道を探そうと思っていた。会社に勤めながら青二塾に通ったのは体力的にハードではあったが、OLとしての5日間と生徒としての2日間はメリハリがあって楽しかったと2002年のインタビューで振り返っている。そとばこまち在籍時代の舞台経験は大いに役立ち、スキルを上げて2年後に塾を卒業して青二のジュニア所属となれたので、会社を退職して上京。ジュニアに所属してからの初めての仕事はどこかの駅ビルみたいなところで風船を配るというものであった。半年近くはほとんど仕事を得られずにカセット文庫『天と地と』の端役で仮デビューとなるも、その後約1年間レッスンを続ける傍らでアルバイトや派遣社員で生計を立てていた。
散発的なナレーションや司会などの仕事を幾つかこなしつつ、ジュニア所属の査定がある1、2ヶ月ぐらい前にアニメのオーディションを受け、1991年に『緊急発進セイバーキッズ』の天神林ラン役で声優デビューを果たす。いきなり大きな役でレギュラーを演じたのはひとつの転機だったという。
デビュー以降もアルバイトを続ける日々が続いたが、『スーパービックリマン』（1992年、アムル役）、『GS美神』（1993年、マリア役）、『ママレード・ボーイ』（1994年、秋月茗子役）など出演作が増え続け、次第にアルバイトに行けなくなったことからやめている。1996年に自身の代表作となる『名探偵コナン』の毛利蘭役を務め、知名度を上げる。
2025年、第19回声優アワードにて、富山敬・高橋和枝賞を受賞。

### 現在まで
2015年、日髙のり子と松井菜桜子とアイドルユニット「backdrops（バックドロップス）」を結成し、『Don't fly!』でデビュー。

## 人物・エピソード
趣味は殺陣、ダンス、日舞。特技は京都弁。資格は情報処理第二種。
方言は関西弁。
大学在学中は有機化学の研究をしており、卒業論文のテーマは「アルコキシカルボニルテトラカルボニル鉄酸塩とエポキシドの反応」であった。
多数のアニメ、テレビ、CDドラマ等に出演。アニメ以外にも『サンデージャポン』、『とくダネ!』などテレビ番組のナレーションも務め、リアルライブは「その明るく安定した読みには定評がある」と評した。
劇団にいたころから「君がやると子供っぽくなる」「アニメ声だね」と言われており、2005年時点で声は当時からほとんど変わってないと語っている。
デビュー前までは自分の役は自分ひとりのもの、自分が自分ひとりで作っていくものだと思っていたが、アニメ雑誌に初のレギュラー作品で自身が演じているキャラクターのプロフィールが載っており、スタッフがキャラクター設定を考えているというのにすごくショックを受けたといい、みんながキャラクターを作っているんだ、自分ひとりじゃないんだと思ったという。

### 『名探偵コナン』関連
毛利蘭役に関しては、劇場公開時の舞台挨拶、対談、インタビューの度に「毛利蘭は私にとって特別な存在です」と公言し、最も長く演じ続けて今や生活の一部であり、地声のまま自然体で演じられると語っている。長く続いてる作品であることから現場は家族のような雰囲気となっており、高山みなみを始めとする共演者とは年に1回旅行する、バーベキューをするなど交流を深めている。
蘭役は「サンデーCM劇場」にてオファーを受け、オーディションなしで出演している。その後、テレビアニメ化に合わせて再度オーディションが行われ、蘭役に選ばれている。役が決まった後に当時の監督であったこだま兼嗣から「戦っているときの声がよかった」と言われ、本番でも意識して演じていた。オーディションの前に『コナン』原作の単行本を買いに行ったところ、1巻と2巻が売り切れで、「人気あるんだな」と思いつつ3巻から2、3冊ぐらい読み、オーディションに挑んでいたという。
蘭が空手の達人である設定に伴い、自身も殺陣や太極拳を本格的に学んだり、役のシーンのためにバンジージャンプを体験するなどしている。空手は友達の友達が極真カラテの道場を開いており、「型だけを教えるクラスを始めたい、そのためにまずは何人か集めたい」ということで気軽な気持ちで始めたという。また、殺陣関連でヌンチャク裁きもマスターしている。蘭のアクションシーンに関しては「あれだけ体が動いたら良いなー楽しそうだなーとよく思います」とコメントしている。劇場版はアクションが激しく、タイミングを合わせるのが難しいと語っている。
蘭と共通点は自分では、「あまり似ている」とは思わないが、高山みなみには、「わりと天然なところが似ている」と言われることはあるという。
蘭を演じて楽しい部分は、学生としての蘭の部分である。少年探偵団と一緒にいると保護者になってしまい、事件に巻き込まれると脇からハラハラする立場になるため、園子や世良との帰宅のやりとりや新一との何気ない日常の会話が楽しいという。相手によって対応や見せる顔が変わってくることから、演じる上でも関係性というのは重要視しているという。また、山崎は「蘭の女子力はかなり高い」と語っている。演じる際に気をつけている部分として、蘭は探偵ではなく一般の女子高生という感覚を忘れずに、新一らと同じ視点に立たないようにしていることを語っている。
蘭に関しては、コミックスなどの先の展開で驚くことはないが、新一との過去の話のときに、恋愛を意識した時期がわかったり昔の蘭の気持ちの動きが描かれているところでは、「ああ、そうなんだ」という驚きはあるという。
『コナン』の中で思い出に残るエピソードは『図書館殺人事件』、『コーヒーショップ殺人事件』、『工藤新一NYの事件（解決編）』を挙げている。

### 他作品関連
思い入れがある役について蘭の他に『ママレード・ボーイ』の秋月茗子を挙げている。その理由として「多感な時期に、辛いことがあっても懸命に生きていく姿に、演じている自分自身が励まされた」という。
『ONE PIECE』では、産休中の岡村明美の代役としてナミ役を第70話から第78話まで演じた。当時、山崎はナミの義姉・ノジコを演じており、声質が違うのになぜ自分なのかと不思議に思っていたところ、スタッフから「妹のピンチを姉が救うのは当然でしょう」と告げられた。思わず笑ってしまったが、視聴者が違和感を抱いてはいけないと感じ、ビデオを繰り返し見ては岡村が作ったナミ役を研究し、なんとか切り抜けることができたという。後に山崎は「ドレスローザ編」でスカーレット役を演じている。

## 出演
太字はメインキャラクター。

### テレビアニメ
1990年
- かりあげクン（ミドリさん）
- 魔法使いサリー（1989年版）（1990年 - 1991年、アナウンサー、選手B、女生徒B）

1991年
- おにいさまへ（桐生）
- キテレツ大百科（1991年 - 1996年、麗子、咲子、ルリ子、花丸五月）
- 緊急発進セイバーキッズ（1991年 - 1992年、天神林ラン）
- ちびまる子ちゃん（春子）
- トラップ一家物語（メイド）
- ゲンジ通信あげだま（吉良々ひとみ）
- ハイスクールミステリー学園七不思議（笹原清美）
- わたしとわたし ふたりのロッテ（ブリギッテ）

1992年
- クレヨンしんちゃん（1992年 - 2023年、女性トレーナー、鶴、女将、弁当屋、間地佳代 他）
- スーパービックリマン（1992年 - 1993年、アムル）
- 超電動ロボ 鉄人28号FX（フランソワーズ・ボルドー）
- ドラゴンクエスト ダイの大冒険（第1作）（ソアラ）
- まじかる☆タルるートくん（楠田枝威子〈2代目〉）
- ママは小学4年生（高橋ちぐさ）

1993年
- GS美神（1993年 - 1994年、マリア、窓口ギャルズリーダー、小竜姫）
- 疾風!アイアンリーガー（ニュースキャスター）
- ツヨシしっかりしなさい（1993年 - 1994年、山川道子、女の子A）
- 美少女戦士セーラームーン シリーズ（1993年 - 1996年、ジャネリン、レーシー、コーアン、シスターマリア、教子、ネヘレニア〈少女時代〉） - 4シリーズ
- ミラクル☆ガールズ（マリエ）

1994年
- 機動武闘伝Gガンダム（1994年 - 1995年、バニー・ヒギンズ）
- キャプテン翼J（赤嶺真紀）
- 真拳伝説タイトロード（サラ・ジョーンズ）
- 超くせになりそう（ミチル）
- 平成犬物語バウ（さゆり）
- ママレード・ボーイ（1994年 - 1995年、秋月茗子）
- モンタナ・ジョーンズ（アリエル）
- レッドバロン（マーメイド、女性オフィサー）

1995年
- アニメ世界の童話（次女、姫、おやゆび姫、アナベラ）
- 黄金勇者ゴルドラン（幼稚園の先生）
- 怪盗セイント・テール（千夏）
- 空想科学世界ガリバーボーイ（フィービー / ダークフィービー）
- ご近所物語（1995年 - 1996年、太田麻衣）
- 忍たま乱太郎（美女）
- ママはぽよぽよザウルスがお好き（保健所職員B）
- ヤンボウ ニンボウ トンボウ（テンテン）

1996年
- ゲゲゲの鬼太郎（第4作）（1996年 - 1997年、エリ、美術教授、骨女）
- 名探偵コナン（1996年 - 、毛利蘭） - 1シリーズ + 特別編7作品

1997年
- あずみマンマ・ミーア（古城あずみ）
- ドラゴンボールGT（ビッシュ）
- はいぱーぽりす（立花綾美）

1998年
- おてんばソフィー（マリー）
- ガサラキ（イシュタルパイロット）
- 金田一少年の事件簿（1998年 - 2007年、綾辻真理奈、絵門いずみ） - 1シリーズ + 特別編
- 星方武侠アウトロースター（水蓮）
- TRIGUN（モニカ）
- ひみつのアッコちゃん（第3作）（1998年 - 1999年、加賀美あつこ〈アッコ〉）
- 万能文化猫娘（白樺智恵子）
- 遊☆戯☆王（影山リサ）

1999年
- エデンズボゥイ（デニルモ）
- 神風怪盗ジャンヌ（山茶花弥白、ミスト）
- 小梅ちゃんが行く!!（小梅ちゃん）
- 週刊ストーリーランド（1999年 - 2001年、王女、温子、武部香、浅井ひとみ）

2000年
- 人形草紙あやつり左近（西村月子）
- デジモンアドベンチャー02（2000年 - 2001年、アルケニモン）
- Bビーダマン爆外伝V（スマイル姫）
- ポケットモンスター（チサト）
- ONE PIECE（2000年 - 2016年、ノジコ、ナミ〈代役〉、スカーレット）

2001年
- 学園戦記ムリョウ（統原瀬津名、少女時代の真守百恵）
- シャーマンキング（月光）
- それいけ!アンパンマン（しゃぼんだま姫〈初代〉）
- ののちゃん（藤原ひとみ先生、かりんちゃん）

2002年
- あたしンち（店員B）
- 犬夜叉（スズナ）
- Sheeep（ジュンちゃん）
- 十二国記（供王珠晶）

2003年
- 金色のガッシュベル!!（2003年 - 2005年、高嶺華〈清麿の母〉）
- 神魂合体ゴーダンナー!!（2003年 - 2004年、シュクユウ） - 2シリーズ
- ポケットモンスター アドバンスジェネレーション（ジュリエ）
- LAST EXILE（ソフィア・フォレスター）

2004年
- エリア88（安田妙子）
- せんせいのお時間 DOKI DOKI SCHOOL HOURS（北川理央）
- ボボボーボ・ボーボボ（2004年 - 2005年、スズ）

2005年
- 格闘美神 武龍（2005年 - 2006年、毛蘭） - 2シリーズ
- 機動新撰組 萌えよ剣 TV（浦沢せん）
- 今日からマ王!（グロリア）
- Xenosaga THE ANIMATION（シェリー・ゴドウィン、ペレグリー）
- LOVELESS（青柳美咲）

2006年
- エア・ギア（ベンケイ）
- 神様家族（愛の母親）

2007年
- ゲゲゲの鬼太郎（第5作）（2007年 - 2008年、片岡彰子、うぶめ）
- Venus Versus Virus（リリス）
- モノノ怪「鵺」（瑠璃姫）

2008年
- 西洋骨董洋菓子店 〜アンティーク〜（波子）

2009年
- ルパン三世VS名探偵コナン（毛利蘭）

2010年
- ハートキャッチプリキュア!（堀内アキ）

2012年
- デジモンクロスウォーズ 〜時を駆ける少年ハンターたち〜（サンゾモン）
- 夏色キセキ（紗季の母）
- ラストエグザイル-銀翼のファム-（ソフィア・フォレスター）
- ONE PIECE エピソードオブナミ 〜航海士の涙と仲間の絆〜（ノジコ）

2013年
- 聖闘士星矢Ω（ガリア）

2014年
- まじっく快斗1412（毛利蘭）

2015年
- 戦国無双（ねね）

2016年
- シュヴァルツェスマーケン（マレーネ・ホーエンシュタイン）
- パズドラクロス（2016年 - 2018年、エルドラ）

2017年
- デュエル・マスターズ（ナタデココ）
- ONE PIECE エピソードオブ東の海 〜ルフィと4人の仲間の大冒険!!〜（ノジコ）
- ドラゴンボール超（モンナ）

2018年
- ゲゲゲの鬼太郎（第6作）（2018年 - 2019年、冬子、ちはや）

2019年
- パズドラ（2019年 - 2020年、ミーコ）

2022年
- デジモンゴーストゲーム（アルケニモン）
- 名探偵コナン 犯人の犯沢さん（毛利蘭）

2023年
- 弱虫ペダル LIMIT BREAK（葦木場の母）

### 劇場アニメ
- ろくでなしBLUES 1993（1993年、バスガイド）
- 劇場版 美少女戦士セーラームーンR（1993年、グリシナ）
- GS美神 極楽大作戦!!（1994年、マリア）
- ママレード・ボーイ（1995年、秋月茗子）
- ご近所物語（1996年、太田麻衣）
- 校長先生が泳いだ（1996年、裕美[48]）
- 名探偵コナン（1997年 - 2025年、毛利蘭） - 28作品[一覧 6][注 6]
- 劇場版 金色のガッシュベル!! メカバルカンの来襲（2005年、高嶺華）
- ヱヴァンゲリヲン新劇場版（2007年 - 2012年、オペレーター） - 3作品[一覧 7]
- ONE PIECE FILM STRONG WORLD（2009年、ノジコ）
- ルパン三世VS名探偵コナン THE MOVIE（2013年、毛利蘭[70]）
- 劇場版 美少女戦士セーラームーンCosmos（2024年、月野育子）

### OVA
1990年
- BE-BOP-HIGHSCHOOL（女子学生B）

1991年
- 人魚の森（佐和〈少女時代〉）

1992年
- うしおととら（日崎御角、餓眠様）
- ドラゴンスレイヤー英雄伝説 王子の旅立ち（ソニア）

1993年
- 砂の薔薇 雪の黙示録（リンダ）
- 創竜伝（何仙姑）
- 超時空世紀オーガス02（トリア、看護婦）
- BASTARD!! -暗黒の破壊神-（シーン・ハリ）

1994年
- 湘南純愛組!（奈津美）

1995年
- 精霊使い（千燁）

1996年
- 湘南爆走族11（今村さん）
- POWER DoLLS〜オムニ戦記2540〜（ジュリア・レイバーグ）
- FAKE（キャル）

1997年
- AIKa（ガイド、青デルモ〈キャサリン〉、ピンクデルモリーダー、ピンク〈スージー〉、ブラック〈かな〉）

1998年
- チューリップ海岸物語（サリュート）
- 名探偵コナン（1998年 - 2012年、毛利蘭） - 20作品

1999年
- 青山剛昌短編集 夏のサンタクロース（明日香）
- 青山剛昌短編集2 探偵ジョージのミニミニ大作戦（芦川麻美）
- 青山剛昌短編集2 プレイ イット アゲイン（かおる）
- ツインビーPARADISE（飲み屋女将）
- はとよ ひろしまの空を（ミチル）
- BREAK-AGE（高原彩理）

2000年
- 伝心 まもって守護月天!（山野辺翔子）
- 世にも恐ろしい日本昔話（お龍、美女A）

2004年
- インタールード（高瀬優輝）

### Webアニメ
- 名探偵コナン vs Wooo（2011年、毛利蘭）
- 名探偵コナン 逃亡者・毛利小五郎（2014年、毛利蘭）
- 聖闘士星矢 黄金魂 -soul of gold-（2015年、ヘレナ）

### ゲーム
1993年
- コットン PCE版（女王、ナレーション）

1994年
- CALIII（ヘラ）
- スーパーリアル麻雀PV（藤原綾）
- バステッド（ラハニ）
- 美少女戦士セーラームーン（弥ろく院）※PCエンジン版
- ぷよぷよCD（ハーピー）

1995年
- 卒業〜クロスワールド（横山めぐみ）
- 負けるな!魔剣道2（マケンロー）
- メタルエンジェル2（桜小路彩香）

1996年
- いまどきのバンパイア（カレン）
- エーベルージュ（ミュラー・ヴィアンデン、フェルデン・マテウセス）
- エターナルメロディ（メイヤー・ステイシア）
- スターオーシャン（イリア・シルベストリ、ペリシー）
- 闘神伝3（レイチェル）
- POWER DoLLS FX（ジュリア・レイバーグ）
- ぷよぷよCD通（ハーピー、のみ）
- ブルーブレイカー（サージュ）
- BSスーパーマリオUSAパワーチャレンジ（ナレーター）
- メルティランサー 〜銀河少女警察2086〜（ソロ）

1997年
- ゲゲゲの鬼太郎（田中良子、市松人形、妖怪肉人形） - PlayStation版
- 地獄先生ぬ〜べ〜（速魚）
- 卒業Vacation（横山めぐみ）
- だいすき（ゴールド・H・マッキンベル）
- 同級生2（怒り野ボツ子）
- ドラゴンマスターシルク（シルク）
- ドラゴンナイト4（サラ） - PS用ゲーム 追加主要キャラクター
- はたらく☆少女 てきぱきワーキン・ラブ（セバスチャン）
- フェーダ2 ホワイト=サージ・ザ・プラトゥーン（シンシア・シーブルー）
- フリートーク・スタジオ 〜マリの気ままなおしゃべり〜（御子神依子）
- マリカ 〜真実の世界〜（神崎はるみ）
- メタルエンジェル3（桜小路彩香）
- リフレインラブ（佐倉朋美）

1998年
- お嬢様特急（北上緑、成田そのこ）
- クロス探偵物語（山根涼子、神城一美）
- ザ・マッチゴルフ（佐伯夏菜）
- すごべんちゃー ドラゴンマスターシルク外伝（シルク）
- ツインビーRPG（サリュート）
- デッド オア アライブ ++（あやね）
- 天仙猫々 〜劇場版〜（麗蘭、猫先生）
- ドラゴンフォースII -神去りし大地に-（セス）
- ブラックマトリクス（プラハ）
- プリズムコート（西村京子）
- ブルーブレイカーバースト（サージュ）
- ミサの魔法物語（坂入春子）
- みつめてナイト（ピコ、ノエル・アシェッタ）
- 名探偵コナン（1998年 - 2014年、毛利蘭） - 9作品
- 迦陵演義（迦陵）
- リアル麻雀アドベンチャー 海へ（藤原綾）

1999年
- あのこどこのこ（杵島美加）
- ヴァルキリープロファイル（メルティーナ）
- 金田一少年の事件簿3 青龍伝説殺人事件（北条理恵）
- デッド オア アライブ2（あやね）
- ナース物語（秋守香緒里）
- ブラックマトリクス AD（プラハ）

2000年
- アニメチャンプ（加賀美あつ子〈アッコ〉）
- infinity/Never7-the end of infinity-（朝倉沙紀）
- ブラックマトリクス+（プラハ）

2001年
- From TV animation ONE PIECE とびだせ海賊団!（ノジコ）
- ウィークネスヒーロー トラウマン（ラフレシア）

2002年
- デッド オア アライブ3（あやね）
- バトル封神（麗蘭）
- 封神演義2（鄧嬋玉、霊宝天尊）
- ライジンピンポン（ミッキー）
- RAVE 〜未完の秘石〜（キリコ）

2003年
- インタールード（高瀬優輝）
- DEAD OR ALIVE XTREME BEACH VOLLEYBALL（あやね）
- 信長の野望Online
- 勝負師伝説 哲也2 玄人頂上決戦（ミミイ）

2004年
- エースコンバット5 ジ・アンサング・ウォー（ケイ・ナガセ）
- 戦国無双（阿国、さや） - 2作品
- DEAD OR ALIVE ULTIMATE（あやね）
- NINJA GAIDEN（あやね）
- みんなのGOLF ポータブル（マイ）
- 勝負師伝説 哲也 DIGEST（ミミィ）

2005年
- 激・戦国無双（阿国）
- デッド オア アライブ4（あやね）
- 天地の門（シュクユウ）
- NINJA GAIDEN Black（あやね）

2006年
- ヴァルキリープロファイル レナス（メルティーナ）
- 格闘美神 武龍（毛蘭）
- 戦国無双2（2006年 - 2007年、阿国、ねね） - 3作品
- DEAD OR ALIVE XTREME 2（あやね）
- レッスルエンジェルス サバイバー（芝田美紀、秋山美姫）

2007年
- 戦国無双KATANA（阿国、ねね）
- NINJA GAIDEN Σ（あやね）
- Panic Palette（言雄琉佳〈ルカ・A・ジェイノス〉）
- 無双OROCHI（阿国、ねね）

2008年
- テイルズ オブ ヴェスペリア（メアリー・カウフマン）
- NINJA GAIDEN 2（あやね）
- 花より男子 恋せよ女子!（藤堂静）
- Panic Palette Portable（言雄琉佳〈ルカ・A・ジェイノス〉）
- Φなる・あぷろーち2 〜1st priority〜（国立千都瑠）
- 無双OROCHI 魔王再臨（阿国、ねね）

2009年
- 戦国無双3（2009年 - 2011年、阿国、ねね） - 4作品
- テイルズ オブ ヴェスペリア PS3版（メアリー・カウフマン）
- NINJA GAIDEN Σ2（あやね）
- 無双OROCHI Z（阿国、ねね）

2010年
- エンド オブ エタニティ（ヴェロニク）
- DEAD OR ALIVE Paradise（あやね）

2011年
- 戦国無双 Chronicle（阿国、ねね）
- デッド オア アライブ ディメンションズ（あやね）
- 無双OROCHI 2（2011年 - 2013年、阿国、ねね、あやね） - 4作品

2012年
- 真・三國無双 VS（あやね）
- 戦国無双 Chronicle 2nd（阿国、ねね）
- デッド オア アライブ5（あやね）
- NINJA GAIDEN 3（あやね）

2013年
- モンスター烈伝 オレカバトル（2013年 - 2015年、メロウ / マーメイドメロウ / 氷の魔法使いメロウ / メロウ）
- カオス ヒーローズ オンライン（シェリル）
- スーパーロボット大戦OGサーガ 魔装機神III PRIDE OF JUSTICE（フォーラン・デイクゼン）
- デッド オア アライブ5 アルティメット（あやね）

2014年
- シャイニング・レゾナンス（エマ）
- 戦国無双 Chronicle 3（ねね、阿国）
- 戦国無双4（阿国、ねね） - 3作品
- 零 濡鴉ノ巫女（あやね）

2015年
- イグジストアーカイヴ -The Other Side of the Sky-（ゼノビア）
- 第3次スーパーロボット大戦Z 天獄篇（エルーナルーナ・バーンストラウス）
- デッド オア アライブ5 ラストラウンド（あやね）
- リング☆ドリーム 女子プロレス大戦（玉子、KUDO）

2016年
- ヴァルキリーアナトミア -ジ・オリジン-（メルティーナ）
- DEAD OR ALIVE Xtreme 3（あやね）

2017年
- 閃乱カグラ PEACH BEACH SPLASH（あやね） - DLC追加キャラクター
- 無双☆スターズ（あやね）
- DEAD OR ALIVE Xtreme Venus Vacation（あやね）

2018年
- シノビマスター 閃乱カグラ NEW LINK（あやね）
- スターオーシャン:アナムネシス（イリア・シルベストリ、ペリシー、メルティーナ）
- グランブルーファンタジー（毛利蘭）
- 無双OROCHI 3（2018年 - 2019年、阿国、ねね） - 2作品
- ぷよぷよ!!クエスト（毛利蘭）

2019年
- DEAD OR ALIVE 6（あやね）
- スターオーシャン1 First Departure R（イリア・シルベストリ、ペリシー）

2021年
- 妖怪ウォッチ ぷにぷに（毛利蘭）

2022年
- モンスターストライク（2022年 - 2025年、毛利蘭）
- デジモンサヴァイブ（アルケニモン）
- アナザーエデン 時空を超える猫（アシュティア）

### ドラマCD・カセット
- 天と地と（1990年）[5]
- エルフを狩るモノたち（井上律子）
- エンジェル・ハウリング（ミズー・ビアンカ）
- 風色の組曲・第二楽章 大地の歌（綾小路美也）
- 銀河お嬢様伝説ユナ（綾川姫子） - 初期ドラマCDのみ
- 空想科学世界ガリバーボーイ 番外編 銀の謝肉祭
- 月華佳人 Lumen Lunae（逢生秋鹿）
- GS美神 極楽大作戦!! 各作品（マリア、小竜姫、海坊主）
- 少女コミックCDブック おもちゃ箱'93（るる） - るるる・みらくる主人公
- 新撰組異聞　蒼き狼たちの神話2（志津） - 京都弁の方言指導も担当
- センチメンタルグラフティ 再開5秒前 出会った頃のように（小泉あおい）
- 卒業クロスワールド関連CD（横山めぐみ、進路指導女教師）
- ソードワールドSFC2 いにしえの巨人伝説序章1（カイウス）
- 太陽の勇者ファイバード ユリちゃんに愛の花束を…（幽霊のレイコ）
- 真ゲッターロボ 世界最後の日 外伝 月面十年戦争〜戦慄の予感（エリカ）
- TWIN SIGNAL（ユーロパ）
- ツインビーPARADISEシリーズ（サリュート）
- ディアマイン（倉田咲十子）
- ひかわ玲子 バセット英雄伝エルヴァーズ カセット文庫（ミラ王女）
- 花のあすか組! 外伝（星）
- パフェちっく!（藤秋桜）
- パラサイト・イヴ（織田あずさ）
- ふしぎ遊戯（本郷唯）
- FAKE -Final Act-（キャル）
- ぼくの地球を守って（ココ＝ス）
- MAICO2010（赤井百合子）
- ママレード・ボーイ 冬のおくりもの（秋月茗子）
- まもって守護月天!再逢<Retrouvailles>（山野辺翔子）
- 乱丸XXX（天使ルミ）
- リング（山村貞子）
- ONE 〜輝く季節へ〜（里村茜）
- RHYTHM FORMULA（毛利蘭） - シークレットトラック出演

### ラジオドラマ
- せんせいのお時間（北川理央）
- 京極夏彦ラジオドラマ 『百器徒然袋』（早苗）
- 試験に出るコント・日本史編-大型連休集中講座-（2007年、清少納言 他）
- 試験に出るコント・日本史編-冬休み集中講座-（2007年、大石主税 他）
- 青山二丁目劇場「侘助」（2012年、母上）
- 青春アドベンチャー （NHK-FM）
  - 『ＳとＦ』（2024年11月18日 - 11月28日）[95] - 語り 他

### 吹き替え

#### 映画
- サイレンサー 地球侵略
- すべてをあなたに（ティナ〈シャーリーズ・セロン〉）

#### ドラマ
- 愉快なシーバー家
- ONE PIECE（2023年、ノジコ）

### デジタルコミック
- スピードドラゴン 荒賀龍太郎物語（2021年、荒賀知子[96]）

### ラジオ
- お台場ラジオ会館「リフレインラブ」（1997年、ニッポン放送）

### 舞台
- 劇団シアトリカル・ベース・ワンスモア「月の砂漠 -THE MYSTERY TRIP-」（1998年10月7日 - 11日、シアターサンモール）
- 劇団大富豪第7回公演「流星」（2011年8月3日 - 7日、笹塚ファクトリー）
- 高瀬道場「新選組完結編　血斗油小路」（2012年10月5日・6日）
- 青二プロダクション小林孝作プロデュース公演「あの時君は若かった」（2012年11月15日 - 18日）
- 怪し会 拾（2018年3月28日 ‐ 4月2日、もっとい不動 密蔵院）[97]
- 劇団岸野組1990プロジェクト「半ぺら二枚肩ポンポコ世話噺 戌の巻」（2024年11月13日 - 17日〈予定〉、俳優座劇場）[98]

他、多数の舞台公演に出演している。

### 特撮
- ビーファイターカブト（1996年  - 1997年、マザー・メルザードの声）
- ウルトラマンダイナ（1998年、女戦士チュラサの声）

### テレビドラマ
- 徳川慶喜（1998年、仲居）

### テレビ番組
- 週刊こどもニュース（NHK）声の出演
- あの歌がきこえる（NHK）声の出演
- ど人生「あやまる女」「ゆずらない女」（2008年、毎日放送）語り[99]
- 100分de名著「愛するということ」「孫子」（2014年、NHK Eテレ）語り
- 天才てれびくんYOU（NHK Eテレ）ぐりんきゅあらの声

### ナレーション
- 七人のコント侍（NHK BSプレミアム）
- 世界陸上（TBS）
- 情報プレゼンター とくダネ!（フジテレビ）
- ターニングポイント「優香メモのコーナー」（朝日放送）
- ダーリンは外国人（NHK BS1）
- つくばエキスポセンター「プラネタリウムプログラム」
- 特報首都圏（NHK）不定期
- ナイスデイ（フジテレビ）
- 爆笑問題の検索ちゃん（テレビ朝日）
- サンデージャポン（2001年10月 - 、TBS）
- 東京ディズニーリゾート「Tokyo Disney Resort Style」（2010年 - ）
- 有吉ジャポン（2012年 - 、TBS）
- KAT-TUNの世界一ダメな夜!（2012年、TBS）
- 白熱ライブ ビビット→ビビット（2015年 - 2019年9月、TBS）

### CM
- 小学館『謎解きはディナーのあとで』（宝生麗子〈初代〉）

### パチンコ・パチスロ
- CRミニスカポリス2（マキ）
- パチンコCRらんま1/2（久遠寺右京）

### その他コンテンツ
- 金曜ロードSHOW!（副音声解説）
- スリーエフ（店内放送）
- 日本歴史トラベラーズ（ユウナ）
- ノジマ（店内放送）[100]
- PC Engine FAN（愛の声）
- ドラッグセイムス（店内放送）
- まんがビデオ クラッシャージョウ（1999年、アルフィン）
- 相模原市立博物館 プラネタリウム番組「月ってステキ！」（2009年、かぐや、ナレーション）

## ディスコグラフィ

### キャラクターソング
- 名探偵コナン キャラクター・ソング集　帝丹小学校に全員集合!!
  - 帝丹小学校校歌 / 瞳を閉じればPART2 / 乙女ゴコロ（カラオケルームにて）

### シリーズ一覧
1. ↑  第1シリーズ（1993年）、第2シリーズ『R』（1993年 - 1994年）、第4シリーズ『SuperS』（1995年）、第5シリーズ『セーラースターズ』（1996年）
2. ↑  テレビシリーズ（1996年 - ）[36]、特別編『ピアノソナタ『月光』殺人事件』（1996年4月8日）、特別編『江戸川コナン失踪事件 〜史上最悪の2日間〜』（2014年12月26日）[37]、特別編『コナンと海老蔵 歌舞伎十八番ミステリー』（2016年1月9日・16日）、特別編『エピソード“ONE” 小さくなった名探偵』（2016年12月9日）[38]、特別編『紅の修学旅行』（2019年1月5日・12日）、『大怪獣ゴメラVS仮面ヤイバー』（2020年1月4日 - 1月25日）、特別編『本庁の刑事恋物語〜結婚前夜〜』（2022年4月15日）[39]
3. ↑  テレビシリーズ（1998年）、特別編『SP』（2007年11月12日）
4. ↑  第1期（2003年）、第2期『SECOND SEASON』（2004年）
5. ↑  第1期（2005年）、第2期『REBIRTH』[44]（2006年）
6. ↑  『時計じかけの摩天楼』（1997年）[49]、『14番目の標的』（1998年）[50]、『世紀末の魔術師』（1999年）[51]、『瞳の中の暗殺者』（2000年）[52]、『天国へのカウントダウン』（2001年）[53]、『ベイカー街の亡霊』（2002年）[54]、『迷宮の十字路』（2003年）[55]、『銀翼の奇術師』（2004年）[56]、『水平線上の陰謀』（2005年）[57]、『探偵たちの鎮魂歌』（2006年）[58]、『紺碧の棺』（2007年）[59]、『戦慄の楽譜』（2008年）[60]、『漆黒の追跡者』（2009年）[61]、『天空の難破船』（2010年）[62]、『沈黙の15分』（2011年）[63]、『11人目のストライカー』（2012年）[64]、『絶海の探偵』（2013年）[65]、『異次元の狙撃手』（2014年）[66]、『業火の向日葵（2015年）』[67]、『純黒の悪夢』（2016年）、『から紅の恋歌』（2017年）、『ゼロの執行人（2018年）、『紺青の拳』（2019年）、 『緋色の弾丸』（2021年）、『ハロウィンの花嫁』（2022年）[68]、『黒鉄の魚影』（2023年）[69]、『100万ドルの五稜星』（2024年）、『隻眼の残像』（2025年）
7. ↑  『序』（2007年）、『破』（2009年）、『Q』（2012年）
8. ↑  『不思議実験やってみよう！』（1998年）、『科学館 謎の招待状事件』（1998年）、『縄文体験やってみよう！』（1999年）、『コナンVSキッドVSヤイバ 宝刀争奪大決戦!!』（2000年）、『インターネット謎のメール事件』（2000年）、『ピラミッドからの挑戦状！』（2001年）、『16人の容疑者!?』（2002年）、『コナンと平次と消えた少年』（2003年）、『コナンとキッドとクリスタル・マザー』（2004年）、『標的は小五郎!! 少年探偵団マル秘調査』（2005年）、『消えたダイヤを追え！ コナン・平次vsキッド！』（2006年）、『阿笠からの挑戦状！ 阿笠vsコナン&少年探偵団』（2007年）、『女子高生探偵 鈴木園子の事件簿』（2008年）、『MAGIC FILE2 工藤新一 謎の壁と黒ラブ事件』（2008年）、『10年後の異邦人』（2009年）、『MAGIC FILE3 新一と蘭・麻雀牌と七夕の思い出』（2009年）、『KID in TRAP ISLAND』（2010年）、『MAGIC FILE4 大阪お好み焼きオデッセイ』（2010年）、『MAGIC FILE2011 新潟〜東京 おみやげ狂騒曲』（2011年）、『BONUS FILE ファンタジスタの花』（2012年）
9. ↑  『名探偵コナン』（1998年）、『3人の名推理』（2000年）、『最高の相棒』（2002年）、『大英帝国の遺産』（2004年）、『探偵力トレーナー』（2007年）、『追憶の幻想』（2007年）、『蒼き宝石の輪舞曲』（2011年）、『マリオネット交響曲』（2013年）[73]、『ファントム狂詩曲』（2014年）[74]
10. ↑  『戦国無双』、『猛将伝』
11. ↑  『戦国無双2』（2006年）、『Empires』（2006年）、『猛将伝』（2007年）
12. ↑  『戦国無双3』（2009年）、『猛将伝』（2011年）、『Z』（2011年）、『Empires』（2011年）
13. ↑  『無双OROCHI 2』（2011年）、『Special』（2012年）、『Hyper』（2012年）、『Ultimate』（2013年）
14. ↑  『戦国無双4』（2014年）、『II』（2015年）、『Empires』（2015年）
15. ↑  『無双OROCHI 3』（2018年）、『Ultimate』（2019年）